# Ignasi Maymó i Martí
Ignasi Maymó i Martí (Tàrrega, 16 de març de 1850 - Tàrrega, 17 de desembre de 1881) va ser un compositor, organista i pianista català, mestre dels Cors de Clavé.

## Biografia
Era el fill gran d'una família targarina que infantà també d'altres músics. La seva mare Maria Martí i el seu pare, Menna Maymó, tenia una modesta fideueria, però tenia afició artística en tocar la flauta i lluïa una bella veu de tenor a la capella de música de la parroquial de Tàrrega, on en alguna ocasió va arribar a dirigir les funcions musicals. Influït per la disposició del seu pare envers la música, Ignasi Maymó se sentí atret per aquest art.
Ignasi Maymó es formà a l'Escolania de Montserrat entre 1860 i 1866, on hi cursa els estudis naturals de la seva edat i la carrera musical. Va ser deixeble del P. Caño i Bartomeu Blanch. A Montserrat perfeccionar les seves qualitats musicals i on coincidirà breument amb Robert Goberna. De Montserrat passà a Barcelona, on es perfeccionà en el piano amb Joan Baptista Pujol, Bartomeu Blanch i Josep Barba Bendad.
Va exercir com a professor a Barcelona, ciutat on guanyà fama, diners i també èxits sentimentals. Fou mestre dels Cors de Clavé i hom li confià el càrrec d'organista auxiliar de la Catedral de Barcelona, sota la titularitat de Josep Sancho Marraco.
Va compondre diverses obres, la major part s'han perdut. Se sap que el 1880 va escriure una Gran Marxa per a les celebracions del Mil·lenari de Montserrat, a les quals hi va ser convidat a tocar-hi l'orgue. Durant molts anys a Tàrrega es van interpretar les seves Lamentacions, durant el Septenari de la Mare de Déu dels Dolors, i també el seu “Introit” per a veus i orquestra, durant l'ofici de la festa de la Mare de Déu de l'Alba.
Ignasi Maymó havia escrit una "Marxa solemne" per al moment de l'entrada de la processó del Corpus a la Catedral de Barcelona. Tenia la partitura a punt per interpretar-la ell mateix,però com l'acte s'endarreria, Ignasi va sortir a fer temps, amb tan mala fortuna que va arribar la processó i ell no hi era. Un músic ocasional, que es devia creure que no hi havia ningú per interpretar-la, es posà a tocar-la a l'orgue. El mestre Maymó i els seus companys van adonar-se del que passava però no hi van poder fer res.
A Tàrrega va mantenir una intensa amistat amb Miquel Florensa. Maymó es trobava a Tàrrega mirant de recuperar-se del disgust que sofrí a Barcelona amb motiu de la maldestra interpretació que hom feu de la Marxa solemne que havia compost per a l'entrada de la processó del Corpus a la Seu de Barcelona. Morí el 17 de desembre de 1881, a l'edat de 31 anys.

## Obres
Trobem diferents obres creades per Ignasi Maymó i Martí:
- Caprici galop brillant
- Cobles per la Stª Comunió
- Introit de la Verge de l'Alba
- Schotis y Polca mazurca
- Benedictus á solo de Bajo
- La esclava
- Mes de Maig
- Gran Marxa
- Mensage
- Lamentacions
- El favorito de la Corte